# Воскресенська сільська територіальна громада
Воскресенська сільська територіальна громада (до 2016 року — Чапаєвська) — територіальна громада в Україні, в Пологівському районі Запорізької області. Адміністративний центр — село Воскресенка.
Площа громади — 264,70 км², населення — 5499 мешканців (2020).
Утворена в рамках адміністративно-територіальної реформи 2015 року. До складу громади ввійшли Кінсько-Роздорівська та Чапаєвська сільські ради Пологівського району, які 12 серпня 2015 року ухвалили рішення про добровільне об'єднання громад. А 27 серпня утворення громади затверджене рішенням обласної ради.

## Населені пункти
У складі громади 3 села і 1 селище:
| Населений пункт | Населення, осіб (2015) |
| --------------- | ---------------------- |
| Воскресенка     | 3030                   |
| Кінські Роздори | 2575                   |
| Лозове          | 58                     |
| Магедове        | 166                    |